# Комбержон
Комбержон (фр. Comberjon) насеље је и општина у источној Француској у региону Франш-Конте, у департману Горња Саона која припада префектури Везул.
По подацима из 2011. године у општини је живело 175 становника, а густина насељености је износила 49,02 становника/km². Општина се простире на површини од 3,57 km². Налази се на средњој надморској висини од 247 метара (максималној 383 m, а минималној 222 m).

## Демографија
| 1962. | 1968. | 1975. | 1982. | 1990. | 1999. | 2011. |
| ----- | ----- | ----- | ----- | ----- | ----- | ----- |
| 134   | 138   | 150   | 165   | 175   | 190   | 175   |

График промене броја становника у току последњих година